# Pietà (El Greco)
Pietà é uma pintura de 1571-1576 de El Greco, produzida logo após sua chegada a Roma e com clara influência de Michelangelo, embora a composição triangular seja uma invenção do próprio El Greco. Ao fundo há uma cena de paisagem. Está agora no Museu de Arte da Filadélfia.

## Temática
Uma Pietà [pjeˈta] (italiano para Piedade) é um tema da arte cristã em que é representada a Virgem Maria com o corpo morto de Jesus nos braços, após a crucificação.